# Budharaopet
Budharaopet är en by i distriktet Warangal i delstaten Telangana i Indien. Folkmängden uppgick till 6 097 invånare vid folkräkningen 2011.
Byn ligger åtta kilometer från Narsampet på vägen till Mahabubabad. Byn är omgiven av tre vattentankar (cheruvulu) och Sangemkanalen från Pakhalsjön rinner längs byns gränser. De språk som talas i Budharaopet är telugu och urdu. Jordbruk är den viktigaste näringen i byn och ris är den viktigaste grödan.[källa behövs]